# Lori Lindsey
Lori Ann Lindsey (* 19. März 1980 in Indianapolis, Indiana) ist eine ehemalige US-amerikanische Fußballspielerin. Sie spielte zuletzt bis Ende 2014 für den australischen Erstligisten Canberra United FC und war lange Jahre Teil der US-amerikanischen Nationalmannschaft.

## Leben und Karriere

### Vereine
Lindsey begann mit dem Fußballspiel an der Pike High School. Während ihres Studiums an der University of Virginia spielte sie von 1998 bis 2001 für die Virginia Cavaliers und von 1997 bis 2000 für die Indiana Blaze in der W-League. Sie wurde in zwei aufeinanderfolgenden Jahren als „Atlantic Coast Conference Player of the Year“ ausgezeichnet, was zuvor nur Mia Hamm gelang. 2002 spielte sie in der WUSA für San Diego Spirit. 2003 gewann sie mit Washington Freedom den Founders Cup und ist damit letzter WUSA-Meister. Danach wurde der Spielbetrieb der WUSA eingestellt. 2007 gewann sie mit Washington Freedom die W-League und gehörte auch 2009, beim Start der Women’s Professional Soccer zum Kader, der Vizemeister wurde. Von 2010 bis 2011 spielte sie für Philadelphia Independence, ehe daraufhin mit der WPS auch der zweite Versuch einer professionellen Frauenfußballliga in den USA bereits nach drei Spielzeiten eingestellt wurde.
Im Jahr 2013 spielte sie in der neugegründeten National Women’s Soccer League für Washington Spirit und wechselte nach Saisonende auf Leihbasis für eine Spielzeit zu Canberra United nach Australien. Anfang 2014 kehrte sie zunächst nach Washington zurück, ehe sie im September abermals nach Canberra wechselte. Dort beendete sie am Saisonende nach der gewonnenen Meisterschaft ihre Karriere.

### Nationalmannschaft
Lindsey durchlief mehrere US-Jugendmannschaften und gewann 2001 mit der U-21 den Nordic Cup.
Mit 25 Jahren machte sie am 24. Juli 2005 gegen Island ihr erstes A-Länderspiel, kam aber in den nächsten Jahren zu keinen weiteren Einsätzen. Erst 2010 wurde sie wieder berücksichtigt und kam in 13 Spielen zum Einsatz, u. a. beim Algarve-Cup, den sie mit dem US-Team gewann und im Spiel um Platz 3 beim CONCACAF Women’s Gold Cup 2010, in dem sich die USA für die Playoff-Spiele gegen Italien qualifizierten. Gegen Italien stand sie zwar im Kader, wurde aber nicht eingesetzt. Im ersten Spiel erhielt sie als Ersatzspielerin eine gelbe Karte.
Auch 2011 wurde sie weiterhin berücksichtigt und konnte den Sieg beim Algarve-Cup wiederholen sowie das Vier-Nationen-Turnier im Januar 2011 gewinnen. Sie gehört zum Kader der USA für die Weltmeisterschaft 2011 in Deutschland. Im zweiten WM-Spiel gegen Kolumbien stand sie in der Startelf und kam somit zu ihrem ersten WM-Spiel.
Am 22. Januar 2012 erzielte sie beim 13:0-Sieg in der Olympiaqualifikation gegen Guatemala ihr einziges Länderspieltor. Ihr letztes Länderspiel bestritt Lindsey am 13. Februar 2013.

## Erfolge
- Nordic-Cup-Siegerin 2001
- Algarve-Cup-Siegerin 2010, 2011
- Founders-Cup-Siegerin 2003
- W-League-Siegerin 2007
- Australische Meisterin 2014

## Auszeichnungen
- Atlantic Coast Conference Player of the Year 2000 und 2001